# لشکر ۱ پیاده (کره شمالی)
لشکر ۱ پیاده (انگلیسی: 1st Division) لشکر پیاده‌نظام نیروی زمینی ارتش خلق کره است، که در سال ۱۹۴۸ تأسیس شد. ستاد فرماندهی و پادگان لشکر ۱ پیاده در شهر کوسانگ، استان کانگوون قرار دارد.
در طول حملات اولیه جنگ کره در سال ۱۹۵۰، لشکر اول بخشی از پیشروی کره شمالی از سئول به تائجون بود. این لشکر در نبرد پیرامونی پوسان جنگید.